# Gea Lionello
Gea Lionello (Roma, 27 marzo 1967) è un'attrice italiana.

## Biografia
Figlia dell'attore Alberto Lionello e di Gabriella Vanotti (1942-2023), dopo aver studiato per un anno presso la scuola di recitazione La scaletta, fondata e diretta da Giovanni B. Diotiaiuti, debutta in teatro nel 1984 ne La governante, regia di Luigi Squarzina. Successivamente al lavoro teatrale alterna quello televisivo, cinematografico e, anche, radiofonico.
Dal 2004 è tra i protagonisti, con il ruolo di Claudia Morandi, della serie televisiva di Canale 5 R.I.S. - Delitti imperfetti.
Nel 2009 è tra i protagonisti, con il ruolo del commissario Fabiana Cortesi, della serie Il bene e il male, trasmessa su Rai 1.

## Filmografia

### Cinema
- Fade Out (Dissolvenza al nero), regia di Mario Chiari  (1994)
- Wine & Cigarettes, regia di Enzo Monteleone - Cortometraggio (1995)
- Il dolce rumore della vita, regia di Giuseppe Bertolucci (1999)
- Il grande botto, regia di Leone Pompucci (2000)
- Ilaria Alpi - Il più crudele dei giorni, regia di Ferdinando Vicentini Orgnani (2002)
- Il trasformista, regia di Luca Barbareschi (2002)
- Per sempre, regia di Alessandro Di Robilant (2003)
- Dark Lady, regia di Bruno Buzzi - Cortometraggio (2003)
- Il metodo Proitzer, regia di Francesco Costantini - Cortometraggio (2004)
- La vita che vorrei, regia di Giuseppe Piccioni (2004)
- I giorni dell'abbandono, regia di Roberto Faenza (2005)
- Manuale d'amore 2 - Capitoli successivi, regia di Giovanni Veronesi (2006)
- Euclide era un bugiardo, regia di Viviana Di Russo (2009)

### Televisione
- Casa Vianello 2 - serie TV (1992)
- Casa dolce casa, regia di Beppe Recchia - serie TV (1992)
- Io e la mamma, regia di Fosco Gasperi - serie TV (1996-1997)
- Quer pasticciaccio brutto de via Merulana, regia di Giuseppe Bertolucci - fiction (1997)
- La dottoressa Giò, regia di Filippo De Luigi ed Enrico Oldoini (1997)
- Doppio segreto, regia di Marcello Cesena (1998)
- Ultimo 2 - La sfida, regia di Michele Soavi (1999)
- Sei forte, maestro, regia Ugo Fabrizio Giordani e Alberto Manni - serie TV (2000)
- Incantesimo 3, regia di Alessandro Cane e Tomaso Sherman - serial TV (2000)
- Distretto di Polizia, regia Renato De Maria – serie TV, episodio 1x08 (2000)
- Una sola debole voce 2, regia di Giuseppe Calderone (2000)
- Hannover, regia di Fabrizio Vicentini Orgnani (2001)
- La squadra, registi vari - serie TV (2000-2002)
- Gli insoliti ignoti, regia di Antonello Grimaldi - film TV (2003)
- Ladri ma non troppo, regia di Antonello Grimaldi - film TV (2003)
- Le stagioni del cuore, regia di Antonello Grimaldi - serie TV (2004)
- R.I.S. - Delitti imperfetti, registi vari - serie TV (2005-2009)
- Ho sposato un calciatore, regia di Stefano Sollima (2005)
- La freccia nera, regia di Fabrizio Costa - miniserie TV (2006)
- Rex, regia di Marco Serafini - serie TV (2008)
- Coco Chanel, regia di Christian Duguay - miniserie TV (2008)
- Ne parliamo a cena, regia di Edoardo Leo - Puntata pilota presentata al RFF (2008)
- Il bene e il male, regia di Giorgio Serafini - serie TV (2009)
- Fratelli Benvenuti, regia di Paolo Costella  - serie TV (2010)